# 京都版画院
京都版画院（きょうとはんがいん）はかって木版画の版元であった会社の屋号であり、現在埼玉県和光市に事務所がある。

## 概要
福岡県秋月市出身の品川清臣が1935年7月に西宮市の阪神間国道沿いにて西宮書院という古書店を開業したのが始まりである。東京神田の八木書店が発刊した「古書通信」への投稿を通して関東の古書店とも交流が始まり、古書店としては順調であったが、摺った木版画の代金が支払って貰えない摺師などから木版画を買い取ったりしながら交流が始まり、自然に木版画に興味を持ち始め、やがて近隣の画家達とも交際が始まり木版画出版に着手するようになっていった。1937年から大野麥風の木版画集『大日本魚類画集』(全72種)の刊行が開始された。また、1939年から和田三造の木版画集『昭和職業尽くし』(戦前48種、戦後24種)の刊行を開始している。その後、1945年の神戸空襲によって西宮市を焼け出され、同年に京都市四条柳馬場へ移転した。この時に工房も構えて社名を京都版画院と改名して再出発を果たす。『昭和職業尽くし』の出版も再開した。1952年、東京都品川区上大崎に本社兼住居を移転、中央区銀座三丁目松屋デパート向かいに賃貸の売店を開店する。同時に長野県軽井沢に画廊を開いて、GHQの将校を相手に木版画を販売していった。1960年過ぎには日本橋三丁目へ移転した。1980年前後から二代目の品川大和が事業を引き継ぎ林静一、竹久夢二などの木版画を出版している。また、1985年から木下大門による相撲錦絵を製作版行し、両国国技館において販売をしていた。その後も数回、移転をした後、2001年、日本橋から上大崎本社へ移転、2009年に埼玉県和光市に本社を移転していたが現在はすでに廃業に至っている。